# Róbert Hupka
Róbert Hupka (Púchov, 30 luglio 1981) è un pallavolista slovacco.